# Бежаново (Ловецька область)
Бежа́ново (болг. Бежаново) — село в Ловецькій області Болгарії. Входить до складу общини Луковит.

## Населення
За даними перепису населення 2011 року у селі проживали 1424 особи.
Національний склад населення села:
| Національність   | Кількість осіб | Відсоток |
| ---------------- | -------------- | -------- |
| болгари          | 762            | 55,5%    |
| цигани           | 348            | 25,3%    |
| турки            | 250            | 18,2%    |
| інша             | 5              | 0,4%     |
| не визначились   | 9              | 0,7%     |
| Всього відповіли | 1374           |          |

Розподіл населення за віком у 2011 році:
Динаміка населення: